# الرابطة التونسية المحترفة لكرة القدم للسيدات 2013–14
الرابطة التونسية المحترفة لكرة القدم للسيدات 2013–14 هو الموسم 9 من بطولة الرابطة التونسية المحترفة لكرة القدم للسيدات. يلعب فيه أفضل 12 ناديا تونسيا في مجموعة واحدة. نادي الجمعية الرياضية النسائية بالساحل هو حامل اللقب وخصومه الرئيسيين للفوز النهائي هم الجمعية الرياضية لبنك الإسكان و نادي الخطوط التونسية.
فاز بهذا الموسم نادي الجمعية الرياضية النسائية بالساحل لخامس مرة في تاريخه.

## الأندية المشاركة
- الجمعية الرياضية النسائية بالساحل
- الملعب التونسي
- الاتحاد الرياضي التونسي
- الاتحاد الرياضي المغاربي
- نادي الخطوط التونسية
- الحي الجامعي باردو II
- الجمعية الرياضية للبريد والبرق والهاتف ببنزرت
- الجمعية الرياضية النسائية بسبيطلة
- زامة الرياضية بسليانة
- المعهد العالي للرياضة والتربية البدنية بالكاف
- النادي التونسي بصفاقس
- الجمعية الرياضية النسائية بصفاقس

## روابط خارجية
- الموقع الرسمي للجامعة التونسية لكرة القدم.
- الرابطة التونسية المحترفة لكرة القدم للسيدات على موقع مؤسسة إحصاءات وثيقة لرياضة كرة القدم